# El dimoni, la carn i el perdó
 El dimoni, la carn i el perdó  (títol original en anglès: The Singer Not the Song) és una pel·lícula britànica dirigida per Roy Ward Baker i estrenada el 1961. Ha estat doblada al català.

## Argument[2]
El pare Michael Keogh arriba a Mèxic al poble aïllat de Quantana per prendre el relleu al capdavant d'una congregació catòlica que ha tirat pel mal camí per un criminal, el despietat Anacleto; però ignora fins a quin punt el país pot ser dominat per aquest i la seva banda. Anacleto, ateu, prohibeix tota forma de culte i, quan el pare Keogh vol mantenir els seus oficis, exerceix represàlies fent assassinar parroquians. Keogh resisteix a les seves amenaces, cosa que provoca un interès inhabitual d'Anacleto envers el sacerdot. El bandit manté fins i tot un diàleg metafísic amb aquest volent fer-li admetre que el que és lloable és «el cantant (el sacerdot)» i no « la cançó (la religió)...» Locha, una de les fervents practicants, fuig quan anava a casar-se amb un home que els seus pares li havien triat, ja que la jove està enamorada del sacerdot. Anacleto agafa aquesta ocasió per segrestar Locha volent afectar el pare Keogh cosa que fa més que impressionar-lo: promet alliberar Locha si el sacerdot reconeix el fracàs de la seva congregació...

## Repartiment
- Dirk Bogarde: Anacleto Comachi
- John Mills: Michael Keogh, el Capellà
- Mylène Demongeot: Locha de Cortinez
- Laurence Naismith: Vieil Oncle
- John Bentley: l'oficial de policia
- Leslie French: el pare Gomez
- Eric Pohlmann: el president
- Roger Delgado: De Cortinez, el pare de Locha
- Jacqueline Evans: Dona Marian, la mare de Locha
- Selma Vaz Dias: Chela
- Serafina Di Leo: Jasefa
- Nyall Florenz: Vito
- Philip Gilbert: Phil Brown
- Lee Montague: Pepe
- Laurence Payne: Pablo
- Marjorie Forsyth
- Larry Taylor
- Eileen Way

## Al voltant de la pel·lícula
- La producció britànica The Rank Organisation somiava en principi amb Marlon Brando pel paper d'Anacleto, però hi ha hagut de renunciar per diferents raons. D'altra banda, el guió complex i religiós de la pel·lícula portava problemes al director Roy Baker que, no sent catòlic, pensava que d'altres cineastes, com Luis Buñuel, eren més ben situats per tractar el tema. Finalment, després de llargues converses, Dirk Bogarde i ell han estat obligats, pels seus contractes amb la Rank, de rodar la pel·lícula. Dirk Bogarde ha accentuat el caràcter del seu personatge conferint una punt gai amb els seus pantalons de cuir negre molt ajustats.[3]
- Mylène Demongeot dona una ullada del rodatge en la seva autobiografia, Tiroirs secrets:[4]

| « | Nova pel·lícula anglesa, amb l'escenògraf Roy Ward Baker (que ha dirigit Marilyn Monroe a Don't bother to knock ). La meva carrera és al zenit a Anglaterra en aquell moment... La pel·lícula The Singer Not the Song es va considerar rodar-la a Mèxic. Es rodaran els interiors en l'estudi a Pinewood, però tres quarts de la pel·lícula es faran en exteriors, al sud d'Espanya, als voltants de Torremolinos, prop de Màlaga. Estic molt contenta. El guió és original i una mica escabrós per a l'època: dues persones Dirk Bogarde, que interpreta el bandit (quina alegria retrobar-lo), i jo, una noia bastant infantil, estic enamorada del sacerdot, el molt guapo Charlton Heston. Les situacions són sovint ambigües i una mica sòrdides. Això hauria de donar, finalment, una pel·lícula interessant ...< br />Marxo a Londres per preparar i intentar els vestits i allà, sorpresa, diria catàstrofe, m'assabento que Charlton Heston ha estat impactat per l'homosexualitat de l'argument i s'ha desmarcat del projecte a tres setmanes del començament del rodatge. Al seu lloc, se'ns dona un encantador homenet, l'artista John Mills. Al voltant dels cinquanta probablement, petit, el cabell rar, un bonic somriure... Un gran actor molt reputat, però en l'aspecte del carisma sexual... Bon dia! Estic terriblement decebuda. Dirk també. Allò traurà molt de credibilitat a la història... Com es pot fer malbé en aquest punt un argument que no respecta la història que es vol contar al públic? (Avui, tindria tendència a pensar que els productors de la pel·lícula i l'escenògraf ho han fet expressament perquè la pel·lícula pugui passar la censura de l'època... amb John Mills, no hi havia problema a témer, cap risc de ser prohibit! Encara m'indignaré en aquest ofici i és millor... No seré mai, espero, algú indiferent.) [...] Torno a Londres per a les escenes d'interior. […] tinc pressa per què la pel·lícula s'acabi. Estic decebuda i no vull semblar enamorada de John Mills. Faig el millor que puc, però crec que sóc més sensible al personatge de bandit que interpreta Dirk Bogarde. La pel·lícula, al final, no és evidentment en absolut el que hauria hagut de ser. Em recordo de la gran estrena al Leicester Square, en aquesta mateixa sala on havia assistit al «desastre» de El pont sobre el riu Kwai ... val com a vesprada, excepte que la nostra pel·lícula serà lluny de conèixer la mateixa carrera. Per a nosaltres, serà un fracàs. Tothom és decebut... no es creu en absolut en la història d'amor triangular i és una llàstima . El tema era molt arriscat per a l'època, d'altra banda és una de les meves pel·lícules preferides per Les Cahiers du cinéma, la nostra bíblia intel·lectual en aquells anys. | » |